# Woodward-effekt
 Denne artikel bør gennemlæses af en person med fagkendskab for at sikre den faglige korrekthed.

En Woodward-effekt, også benævnt som en Mach-effekt, er en del af en hypotese forslået af James F. Woodward i 1990.
Hypotesen foreslår at transiente massefluktuationer opstår i ethvert objekt, som absorberer intern energi mens objektet undergår en acceleration. Ved at udnytte denne effekt burde man kunne generere en reaktionsløs fremdrift, hvilket Woodward og andre påstår at måle i forskellige eksperimenter.
Hvis Woodward-effekten påvises vil det være revolutionerende, da det vil muliggøre rumfartøjsmotorer, som ikke behøver at udsende stof. Sådan en motor, nogle gange kaldet en Mach effect thruster (MET) eller et Mach Effect Gravitational Assist (MEGA) drev, ville være et gennembrud indenfor rumrejser.
Indtil videre er Woodward-effekten ikke påvist.
Der laves nye eksperimenter, hvor man prøver at bekræfte og udnytte denne effekt af Woodward og andre.
Den afvigende fremdrift fundet i nogle eksperimenter med RF resonans hulrumsdrev, kan forklares via den samme Mach-effekt forslået af Woodward.
Space Studies Institute blev, i april 2017, udvalgt som en del af NASA's Innovative Advanced Concepts (NIAC) program, som et fase I forslag for Mach-effekt forskning.
Maj 2018 præsenterede Martin Tajmar resultatet af gruppens testresultater af et EM-drev og et Woodward-drev. Woodward-drevets "fremdrift" ser ud til at være maskeret af en vekselvirkning mellem en ledning med jævnstrøm og jordens magnetfelt eller en asymmetrisk varmeudvidelse.

## Mach-effekter
Ifølge Woodward er mindst tre forskellige Mach-effekter teoretisk mulige: retningsbestemt fremdrift, åben krumning af rumtiden - og lukket krumning af rumtiden.